# Schermerhorn Row Block
El Schermerhorn Row Block, ubicado en el n.° 2 al n.° 18 de la calle Fulton en el distrito financiero de Manhattan, ciudad de Nueva York (Estados Unidos). Se construyó en 1811–12 en estilo federal,  y ahora forma parte del South Street Seaport. Cada una de las casas individuales fue designada Monumento de la Ciudad de Nueva York en 1968, y el bloque se agregó colectivamente al Registro Nacional de Lugares Históricos en 1971.

## Historia
Peter Schermerhorn, padre de Abraham Schermerhorn, construyó estas casas de conteo (counting houses) en 1811-1812 para servir al creciente puerto marítimo de Nueva York. Los números 2 y 4 de la calle Fulton fueron ocupados desde 1847 hasta la década de 1990 por Sweet's Seafood House, durante más de un siglo el restaurante de pescado más antiguo de la ciudad de Nueva York. El edificio en la esquina de Fulton y South Street (#2) fue una vez un hotel; en ese momento se modificó – en 1868 – para agregar un techo abuhardillado. 
Los edificios fueron comprados en 1974 por el Estado de Nueva York. Durante la remodelación de 2003, estos edificios se vincularon con el edificio A. A. Low, que da a John Street, para crear un espacio de galería. Las exhibiciones permanentes incluyen pinturas del artista marítimo James E. Buttersworth.
Casi al mismo tiempo que el edificio de Schermerhorn Row, se construyeron otras casas de conteo y almacenes en el área inmediata, en 180-195 Front Street, 159-171 John Street y 91-92 South Street, muchos de ellos en el estilo neogriego. Todos estos edificios fueron restaurados en la década de 1980 bajo la supervisión del arquitecto Jan Hird Pokorny, y ahora forman parte de South Street Seaport. 